# Рыльки (Поставский район)
Рыльки (белор. Рылькi) — деревня в Новосёлковском сельсовете Поставского района Витебской области Белоруссии. Население — 2 человека (2019).

## География
Деревня расположена в 26 км от города Поставы.

## История
В 1873 году —  в Лучайской волости Вилейского уезда Виленской губернии, принадлежала Тизенгаузу, 15 душ.
В 1905 году - 65 жителей и 61 десятина земли.
В результате советско-польской войны 1919—1921 гг. деревня оказалась в составе Срединной Литвы.
С 1922 года — в составе Маньковичской гмины Дуниловичского повета Виленского воеводства Польши (II Речь Посполитая).
В 1922 году - 12 домов, 63 жителя.
В сентябре 1939 года деревня была присоединена к БССР силами Белорусского фронта РККА.
С 15 января 1940 года — в Груздовском сельсовете Поставского района. Вилейской области БССР.
В 1946 году - 68 жителей.
С 20.05.1960 года - в савичском сельсовете.
В 1963 году - 17 дворов, 40 жителей.
С 27 сентября 1991 года — в Лукашовском сельсовете.
С 24 августа 1992 года — в Новосёлковском сельсовете.
В 2001 году — 5 дворов, 8 жителей, в колхозе имени Суворова.